# A Ripe Young Age
A Ripe Young Age is de tweeëntwintigste aflevering van het zevende seizoen van het tienerdrama Beverly Hills, 90210, die voor het eerst werd uitgezonden op 5 maart 1997.

## Verhaal
Als Rob Andrews de club van Valerie binnen wil dan wordt de toegang hem ontzegd omdat het vol is en hij niet op de lijst staat. Valerie ziet hem gaan en vraagt zich af waarom er allemaal fotografen staan voor hem, ze hoort dat Rob een aankomende acteur is en beroemd gaat worden, dit wekt de belangstelling van Valerie. Valerie komt achter zijn telefoonnummer en wil hem zien. Zij ontmoeten elkaar en gaan samen eten, daar ontstaat een klik tussen hen. Uiteindelijk kussen ze elkaar voor zijn huis.
Kelly geeft de bloemen water op het balkon en ziet dan een jongen liggen in een van hun tuinstoelen. Ze komt erachter dat hij Joey heet en weggelopen is van huis. Ze weet niet wat ze met hem aan moet maar besluit toch om hem binnen te laten. Ze raakt gehecht aan de jongen maar weet dat ze de kinderbescherming in moet lichten. Ze komen de jongen halen en Kelly moet met pijn in haar hard afscheid van hem nemen.
Donna en David zijn onderweg naar de oma van Donna die in San Luis Obispo woont. Onderweg daarnaartoe zegt dat David het niet weet wat hij met Felice aan moet, hoe hij haar kan overtuigen dat hij goed genoeg is voor Donna. Donna vertelt hem dat dit wel goed zal komen. Aangekomen bij haar oma horen ze het verhaal aan hoe de oma de opa ontmoette. Toen oma nog een tiener was ontmoette ze een jongen die een gevechtspiloot was bij de luchtmacht. Ze waren meteen verliefd en wilden gaan trouwen, mede omdat zij zwanger was. Maar toen moest hij weg om mee te vechten in de Eerste Wereldoorlog en kwam nooit meer terug. Uit de zwangerschap werd de vader van Donna geboren. De oma heeft nog alle foto’s en brieven bewaard van de opa van Donna. Als Donna en David deze doorlezen dan blijkt dat de opa en oma veel op David en Donna lijken in hun levens.

## Rolverdeling
- Jason Priestley - Brandon Walsh
- Jennie Garth - Kelly Taylor
- Ian Ziering - Steve Sanders
- Brian Austin Green - David Silver
- Tori Spelling - Donna Martin
- Tiffani Thiessen - Valerie Malone
- Joe E. Tata - Nat Bussichio
- Kathleen Robertson - Clare Arnold
- Jill Novick - Tracy Gaylian
- Jason Lewis - Rob Andrews
- June Lockhart - Celia Martin
- Sam Saletta - Joey Evers